# Моћни ренџери (филм из 2017)
Моћни ренџери (енгл. Power Rangers) је амерички научнофантастични суперхеројски акциони филм из 2017. године, заснован на истоименој медијској франшизи, у режији Дина Израелита, а по сценарију Џона Гатинса. Трећи је филм у серијалу Моћних ренџера, и представља поновно покретање серијала. У филму се појављују ликови из серијала Моћни ренџери Моћно Формирање, а главне улоге тумаче Дакре Монтгомери као Џејсон Ли Скот/Црвени ренџер, Наоми Скот као Кимберли Харт/Розе ренџер, Ар Џеј Сајлер као Били Кренстон/Плави ренџер, Беки Џи као Трини Кван/Жути ренџер и Луди Лин као Зак Тејлор/Црни ренџер.
Творац оригиналне франшизе Хаим Сабан вратио се како би продуцирао овај филмски пројекат под својом инвестиционом фирмом. Премијерно је реализован у биоскопима САД 24. марта 2017. године. Добио је претежно помешане критике у тренутку објављивања, како од публике тако и од критичара, уз похвале за визуелне ефекте, кинематографију, музику и глумачке перформансе (посебно Монтгомери и Сајлер), али су са друге стране бројне замерке упућене због неуједначеног тона радње и великог недостатка акционих сцена. 
Укупна зарада од филма се процењује на нешто више од 142 милиона $, што га у поређењу са прилично високим продукцијским буџетом који је износио 105 милиона $, не чини тако успешним у том сегменту. Првобитно је планирано да овај филм започне читаву нову франшизу са наставцима који су тек требали да уследе, али због лоше зараде и успеха филма сви планови су отказани.

## Радња
Прича почиње уништењем старих моћних ренџера, односно прве екипе ренџера којој је припадао Зордон, касније вођа и стратег моћних ренџера, Алфа, али и Рита Репусла која је такође била ренџер, али је изневерила свој тим због жеље за моћи, и тако се окренула против својих дотадашњих сабораца. У савремено доба, група тинејџера у једном руднику проналази новчиће који носе огромну снагу и дају им велике способности. 
Касније Зордон и Алфа ове тинејџере обучавају и спремају за борбу против Рите, која се вратила на Земљу да би пронашла кристал који јој је неопходан да постане неуништива и најмоћније биће на целој планети. Она уз помоћ злата и племенитих метала прави своје потчињено чудовиште, Голдара, са којим уништава град у потрази за кристалом. Наравно, како би јој осујетили тај план, ренџери улазе у борбу са Ритом.

## Улоге
| Глумац           | Улога                        |
| ---------------- | ---------------------------- |
| Дакре Монтгомери | Џејсон Ли Скот/Црвени ренџер |
| Наоми Скот       | Кимберли Харт/Розе ренџер    |
| Ар Џеј Сајлер    | Били Кренстон/Плави ренџер   |
| Беки Џи          | Трини Кван/Жути ренџер       |
| Луди Лин         | Зак Тејлор/Црни ренџер       |
| Бил Хејдер       | Алфа 5                       |
| Брајан Кранстон  | Зордон                       |
| Елизабет Бенкс   | Рита Одурна                  |
| Дејвид Денман    | Сем Скот                     |
| Сара Греј        | Аманда                       |
| Анџали Џеј       | Меди Харт                    |
| Роберт Молони    | Тед Харт                     |
| Ерика Сера       | Тринина мајка                |
| Патрик Сабонги   | Тринин отац                  |
| Кејден Магнусон  | Перл Скот                    |
| Керолајн Кејв    | Беверли Скот                 |

Џејсон Дејвид Френк и Ејми Џо Џонсон, двоје глумаца из оригиналне серије, се појављују у малим улогама као грађани Ејнџел Гроува.